# Paweł Baranowski (poeta)
Paweł Baranowski (ur. 28 czerwca 1972 w Gdyni) – polski poeta, przewodnik turystyki górskiej i kajakowej.

## Życiorys
Ukończył Wyższą Szkołę Morską w Gdyni. W latach 1994–1997 związany był z Inicjatywą Poetycką Almanach. Jego debiut literacki miał miejsce na łamach prasy literackiej pod koniec lat dziewięćdziesiątych. Swoje utwory publikował między innymi w "Autografie", "Tyglu Kultury", RzeczPospolitej Kulturalnej, "Dzienniku Polskim" (Londyn), "Coolturze", "Poezji", "Blizie", "Dodatku Literackim Nagrody Literackiej Gdynia".  Prezentacje jego pozji miały miejsce w Radiu Gdańsk i TV Tele-Top Gdynia. W latach 2001–2005 zainicjował utworzenie Przystani Poetyckiej „Strych” a także organizację Spotkań Poetyckich w Cafe Strych w Gdyni. Zaangażował się w planowanie gdyńskich Przeglądów „Połowy Poetyckie". W 2004 roku P. Baranowski był uczestnikiem spotkań Sopockiego Klubu Pisarzy i Przyjaciół Książki. W latach 2007–2008 działał w Grupie Literackiej Polaris w Londynie. Po powrocie z Wielkiej Brytanii ponownie włączył się w organizację Przystani Poetyckiej „Strych” oraz konkursu „Połowy Poetyckie”.
W 2005 roku był layreatem honorowej nagrody Prezydenta Miasta Gdyni za animację kultury. W 2011 r. otrzymał stypendium Marszałka Województwa Pomorskiego.

## Wybrane publikacje
- Do was i o sobie : almanach poetycki (1999, współautor)[3]
- Prześwity (2005)[4];
- Ziemia obiecana (2007)[5];
- London aj (2011)[6]
- Obchodzi” (2019 r.)[7]